# Philobota ellenella
Philobota ellenella là một loài bướm đêm thuộc họ Oecophoridae. Nó được tìm thấy ở Lãnh thổ Thủ đô Úc, New South Wales và Victoria.

## Hình ảnh

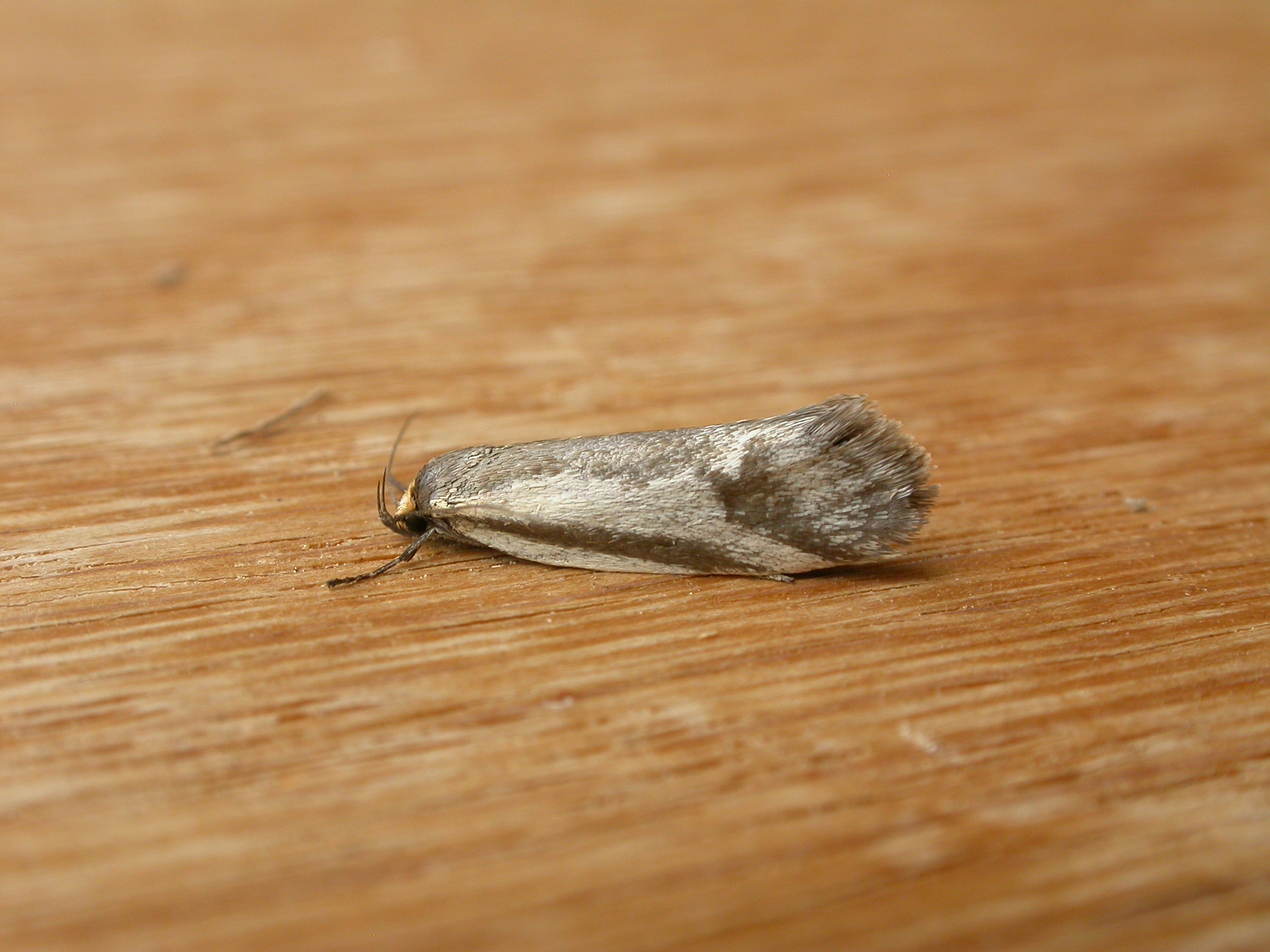